# Geloius crassicornis
Geloius crassicornis är en insektsart som beskrevs av Bolívar, I. 1905. Geloius crassicornis ingår i släktet Geloius och familjen Pyrgomorphidae. Inga underarter finns listade i Catalogue of Life.